# Líder de banda
Un líder de banda es el director, jefe o líder de una banda musical. Normalmente este término es utilizado en grupos pequeños de pop, o incluso en grupos de música jazz de Big Band.
En general las bandas son nombradas por los líder de banda, o en relación con ellos. Cuando el líder de banda original fallece, hay bandas que prefieren cambiar el nombre al del líder de banda.

## Libros relacionados
- Whiteman, Paul and Lieber, Leslie – How to Be a Bandleader (New York City: Robert M. McBride & Company, 1948) (en inglés)